# Biskupie-Kolonia (gmina Wólka)
Biskupie-Kolonia – kolonia w Polsce położona w województwie lubelskim, w powiecie lubelskim, w gminie Wólka.
W latach 1975–1998 miejscowość należała administracyjnie do województwa lubelskiego.
Miejscowość stanowi sołectwo gminy Wólka. Według Narodowego Spisu Powszechnego z roku 2011 kolonia liczyła 322 mieszkańców.